# Gilliesia montana
Gilliesia montana là một loài thực vật có hoa trong họ Amaryllidaceae. Loài này được Poepp. & Endl. mô tả khoa học đầu tiên năm 1838.